# Sminthopsis bindi
Sminthopsis bindi är en pungdjursart som beskrevs av Van Dyck, Woinarski och Press 1994. Sminthopsis bindi ingår i släktet Sminthopsis och familjen rovpungdjur. IUCN kategoriserar arten globalt som livskraftig. Inga underarter finns listade.
Artepitet bindi i det vetenskapliga namnet är ursprungsbefolkningens namn för små rovpungdjur.
Pungdjuret förekommer i norra Australien, bland annat i Kakadu nationalpark. Arten vistas där i klippiga och kulliga regioner med öppna skogar.